# Piliocolobus rufomitratus
Piliocolobus rufomitratus (лат.) — вид млекопитающих из семейства мартышковых отряда приматов.

## Классификация
Ранее считался подвидом широко распространённого Procolobus badius, более поздние источники иногда включали его в состав видов Piliocolobus tephrosceles, Piliocolobus foai и Piliocolobus tholloni в ранге подвида.

## Распространение
Встречаются в бассейне реки Тана в восточной Кении.

## Поведение
Обладают спокойным нравом, живут небольшими группами. Во главе группы доминантный самец. Беременность самок длится от 4,5 до 5,5 месяцев. Детёныши до возраста 3 месяцев практически не отходят от матери. Самки покидают группы по достижении полутора лет. Самцы редко меняют свою группу.

## Статус популяции
Международный союз охраны природы присвоил этому виду охранный статус «В критической опасности». Популяция сокращается по нескольких причинам, среди которых изменение периода вегетации растений из-за сооружения дамб и ирригацонных каналов, дефорестация, деградация среды обитания из-за развивающегося животноводства, охота ради мяса.